# شلالات آنجل
شلالات آنجل (بالإسبانية: Salto Ángel) تقع في فنزويلا وتعد أعلى شلالات العالم، ويبلغ ارتفاعها 979 مترا. وقد وصفها لأول مرة المستكشف الفنزويلي إرنستو سانشيز لا كروث سنة 1912، غير أنه لم ينشر اكتشافه. ولذلك لم تعرف عالمياً إلا عام 1933، وذلك على يد الطيار جيمي آنجل، الذي أطلق اسمه على الشلالات. والمفارقة أن كلمة آنجل تعني ملاك، بينما الاسم الذي أطلقه السكان الأصليون على الشلالات كان فم الشيطان.

## جغرافيا
تعدّ شلالات آنجل التي تتدفق في نهر تشورون بغربي فنزويلا أعلى الشلالات في العالم إذ يبلغ الارتفاع الكلي لها 979 متراً، ويصل أطول سقوط متواصل لها 807 متراً. تندفع شلالات آنجل من جرف في منطقة مرتفعة تدعى لاجران ساباتا، التي تتميز بتلالها المستوية الضخمة، وهي متعددة الألوان، ويبلغ ارتفاع بعضها أكثر من 760 متراً . تقع شلالات آنجل علي جبال أيويان تبيوي التي ترتفع 2560 متراً فوق مستوى سطح البحر، وتم اكتشاف هذه الشلالات في العام 1935م إذ تمت مشاهدتها لأول مرة من قبل الطيار جيمي آنجل.
في الصيف يمكن الوصول إلى أعلى الشلال بالطائرة وبالقوارب حيث يكثر الماء. أما في أوقات الجفاف فتقل المياه التي تصب فيه. ويمكن الاستحمام تحت الشلال واللعب في بحيرته السفلى.

## السياحة
شلالات آنجل هي واحدة من أفضل مناطق الجذب السياحي في فنزويلا، على الرغم من أن الرحلة إلى الشلالات هي مسألة مُعقدة، حيث تقع الشلالات في غابة معزولة. والمطلوب رحلة طيران من مطار مايكويتيا أو بورتو أورداز أو سيوداد بوليفار للوصول إلى معسكر كانيما، باعتباره نقطة الانطلاق للرحلات النهرية إلى قاعدة الشلالات، تتم الرحلات النهرية عمومًا من يونيو إلى ديسمبر، عندما تكون الأنهار عميقة بدرجة كافية تُسمح للاستخدام والتنقل من قبل السكان الأصليون (Pemon)، وتكون كمية المياه أقل في موسم الجفاف (من ديسمبر إلى مارس) من أي شهراً آخرى.

## وصلات خارجية

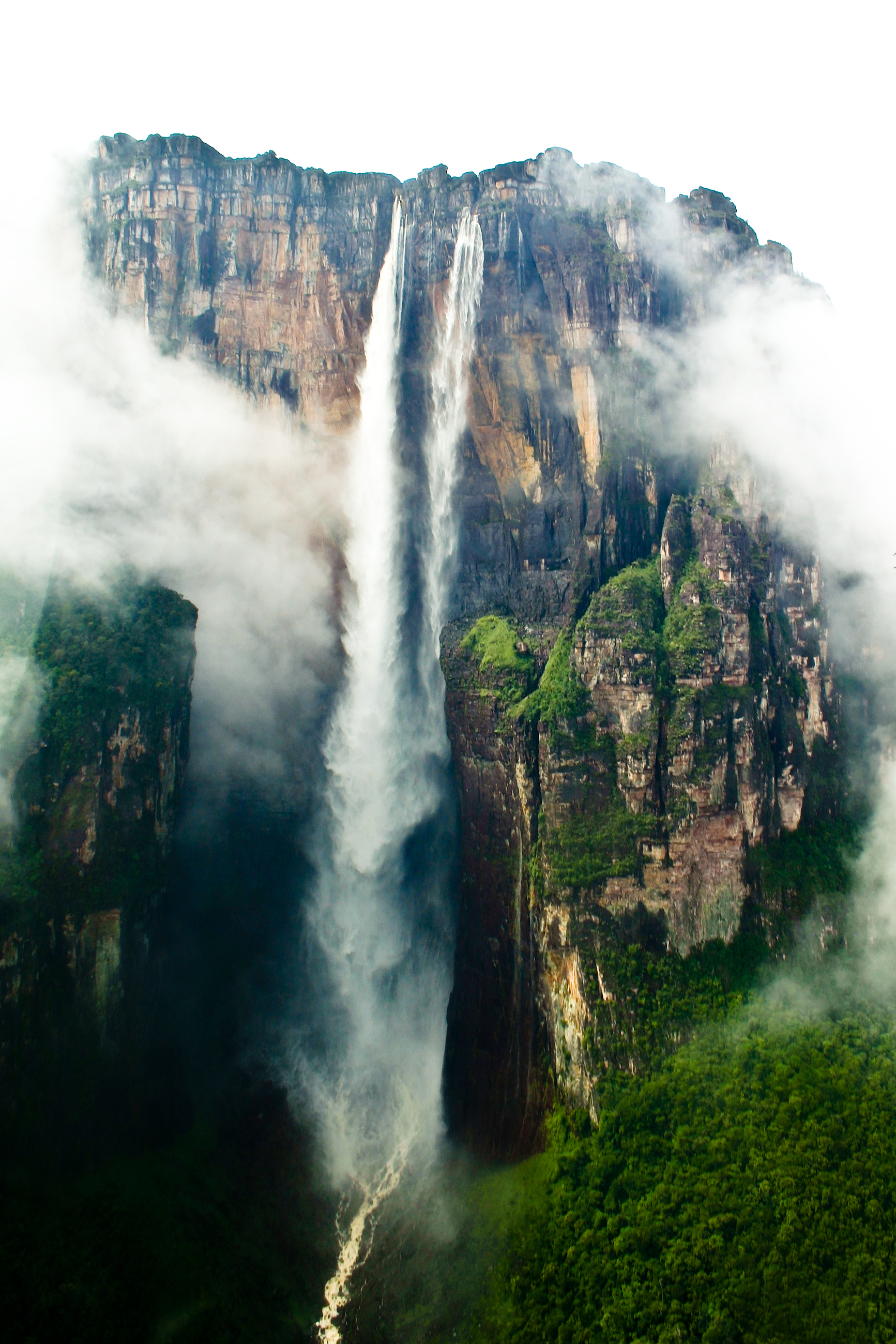
شلالات آنجل في فنزويلا

- الموقع الإلكتروني لشلالات آنجل